# Switching Goals
Switching Goals är en amerikansk TV-film från 1999 med Ashley Olsen och Mary-Kate Olsen.

## Handling
Samanta och Emma är tvillingar som är bästa vänner. Emma är den flickiga av tvillingarna medan Sam är pojkflickan som är mycket duktig på fotboll. Emma känner sig utanför och bestämmer sig för att delta i en fotbollsaudition tillsammans med Sam.
Tvillingarnas pappa Jerry är en av ledarna till ett fotbollslag. Deras mamma tvingar Jerry att välja Emma före Sam till sitt lag, han gör som hon vill. När han sedan ska välja Sam, dyker tränaren till nördlaget upp och väljer Sam. Tvillingarna känner att de måste byta platser och det gör de.

## Rollista
- Mary-Kate Olsen - Samantha 'Sam' Stanton
- Ashley Olsen - Emma Stanton
- Eric Lutes - Jerry Stanton
- Kathryn Greenwood - Denise Stanton
- Robert Clark - Helmet Head
- Joe Grifasi - Dave
- Trevor Blumas - Greg Jeffries
- Ted Atherton - Mitch
- Jake LeDoux - Richie
- Keith Knight - Willard
- Michael Cera - Taylor
- Jesse Farb - Oscar
- Vito Rezza - Sal
- Brian Heighton - Jim
- Damir Andrei - Arden Longview